# Ростбиф

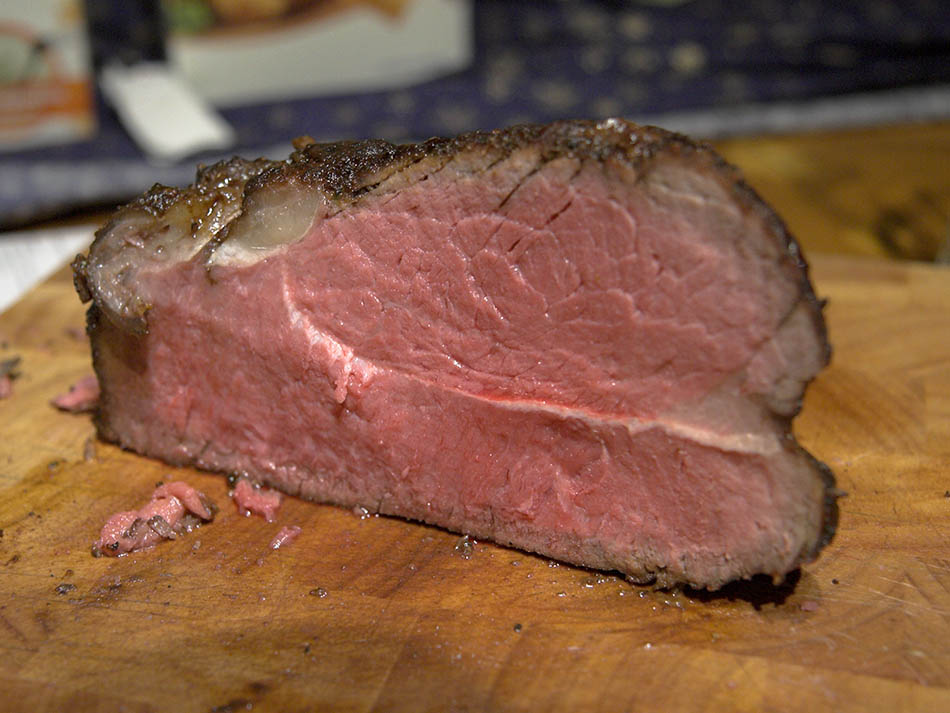
Классический ростбиф

Ро́стбиф (от англ. roast beef — дословно «запечённая говядина») — блюдо английской кухни, представляющее собой запечённый в духовом шкафу большой кусок говяжьего мяса. Иногда ростбиф готовят на решётке-гриль или тушат.
Говядина считалась «национальным мясом Англии», название основного блюда из неё — «ростбиф», нередко упоминалось в литературе и несёт английские патриотические коннотации. Однако, вероятно, популярным оно становится только в XVII веке, например, ростбифа нет в книге средневековых английских рецептов Д. Хартли («Еда в Англии»).

## Выбор и подготовка мяса
Традиционно для ростбифа выбирается говяжье мясо. Выбирать можно из различных частей мясной туши: толстый край (первые 4-5 рёбер), тонкий (следующие 4-5 рёбер), оковалок, а также вырезка. Однако следует помнить, что все части различаются по структуре мяса, по жирности и вкусовым качествам.
Чем дальше от шеи к хвосту, тем серединный кусок массивнее, мясо более плотное, постное и тонковолокнистое, но диаметр куска меньше.
Мясо не должно быть мороженым.
Внешний вид куска должен быть мраморным (весь пронизан тонкими жировыми вкраплениями). Жир будет определять сочность будущего ростбифа, обеспечивая при готовке естественную подпитку изнутри. Если мясо оковалка недостаточно мраморное, лучше выбрать кусок толстого или тонкого края, который будет значительно жирнее, с целыми островками жира.
Безусловно, лучше остановиться на мясе молодого животного, оно нежнее и мягче.
Парное мясо при жарке станет слишком жёстким. Следует выбирать мясо, туша которого провисела минимум три дня и достаточно созрела. Дело в том, что в таком мясе больше ферментов, под влиянием которых белок мышц размягчается, придавая мясу вкус и аромат. В Англии процесс сухой выдержки мяса заключается в подвешивании туши на крюк в проветриваемом помещении при температуре около +4 ℃. Так мясо выдерживается в течение трёх недель, пока не покроется тонкой корочкой. При этом оно теряет часть влаги, уплотняется и вызревает. Впоследствии корочку срезают, получая нежное мясо.
В домашних условиях без соответствующего холодильного оборудования мясо выдерживать не рекомендуется.

## Приготовление

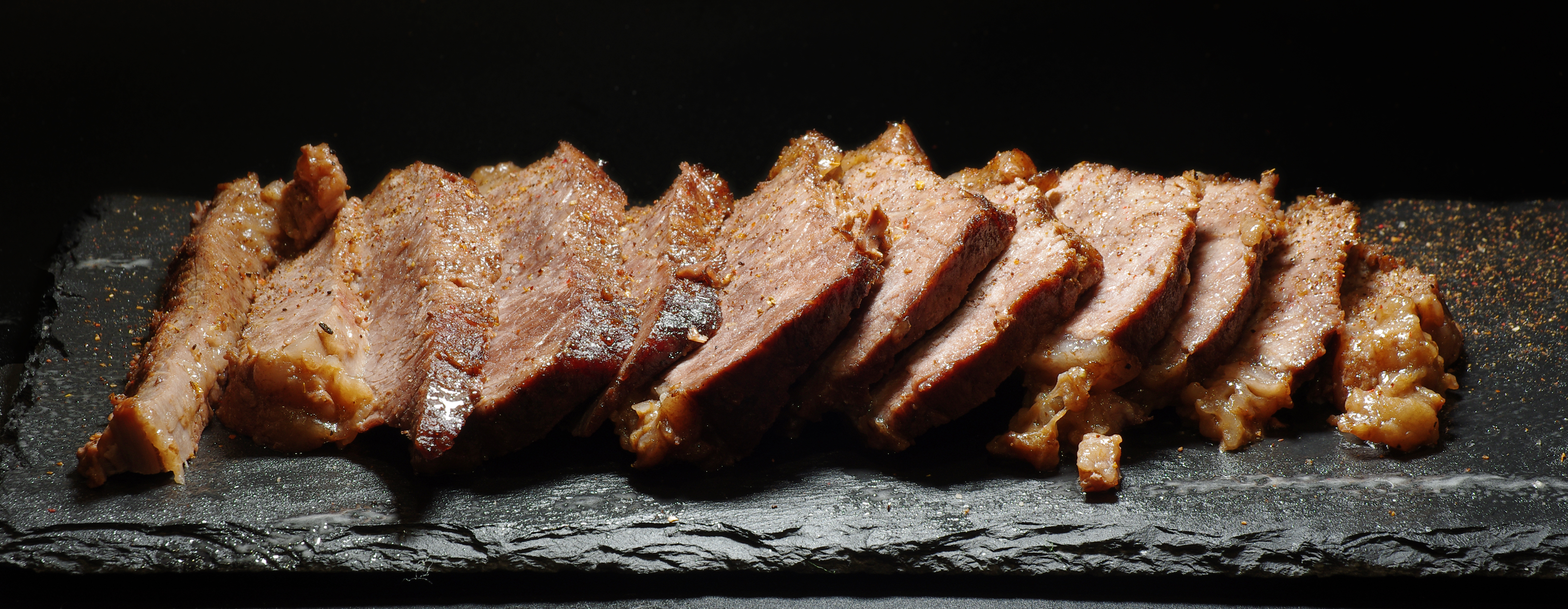
Ростбиф из огузка (бедра), нарезанный на порции

Существуют разные способы приготовления ростбифа.

### Традиционный рецепт
Классический вариант сводится к следующему.
Берётся достаточно большой кусок говядины. При этом можно оставить его на кости, поскольку кулинары утверждают, что с костями мясо лучше прожаривается и становится лучше по вкусу. Некоторые срезают кость, используя её в дальнейшем для приготовления бульонов.
Мясо достаётся из холодильника заблаговременно, чтобы оно успело прогреться до температуры +20-22 ℃. Если мясо используется без кости, его следует плотно скатать и туго обвязать короткой верёвочкой, суровой нитью или шпагатом. Обвязку начинают от центра, дойдя до одного края, переходят ко второму.
Слой верхнего жира надрезается до самого мяса, чтобы жар мог проникнуть к центру куска. Чтобы быстрее образовалась корочка на поверхности ростбифа, кусок поливается оливковым (или любым другим растительным) маслом. В декоративных целях некоторые кулинары добавляют дижонскую горчицу. Традиционный ростбиф готовится без приправ и соли.
Духовка разогревается до максимальной температуры. Мясо помещается на решётку. На лист можно долить воды.
Первые 15 минут ростбиф готовят на предельно высокой температуре (до +260 ℃). Если мясо без кости, его следует периодически переворачивать. Через 15-20 минут температуру уменьшают (в среднем до +150 ℃) и допекают кусок мяса до полной готовности.
В среднем, ростбиф прожаривают до температуры не выше +65 ℃ в центральных слоях (проверяют специальным термометром для мяса). Также готовность можно определить прокалыванием (должен выделяться красный сок). Затем заворачивают в несколько слоёв фольги и дают полежать 15 минут, чтобы избежать потери сока при нарезке.

### Приготовление ростбифа по особым рецептам
Часто ростбиф готовят не в духовке, а на открытом огне или тушат в закрытой посуде. Иногда перед приготовлением мясо отваривается для большего размягчения. При готовке на гриле в мясе не делают проколов и надрезов. В Тюрингии готовят маринованный ростбиф на гриле.
Существует вариант предварительного маринования мяса в специальной заправке из овощей (лук, морковь, сельдерей, петрушка, лавровый лист, душистый перец) с добавлением растительного масла и сахара. Овощи мелко шинкуются и вымешиваются до выделения сока. Мясо помещается в глиняную или эмалированную посуду и обкладывается ими со всех сторон. Выдерживается 24 часа. При дальнейшей готовке очищается от овощей и обжаривается, как было описано выше.
Иногда для образования корочки мясо дополнительно посыпается мукой.
Некоторые рецепты рекомендуют при готовке дополнительно часто поливать мясо жиром в течение первых 15-20 минут.

## Готовый ростбиф
Поскольку мясо предварительно плотно обвязывают суровой нитью, чтобы во время приготовления оно не теряло форму, готовый кусок ростбифа часто имеет форму цилиндра, состоящего из нескольких кругов. Ростбиф, запечённый или приготовленный на гриле, полностью не пропекается, поэтому имеет в середине, по всей своей оси, нежно-розовый цвет свежего мяса. Тушёный ростбиф проваривается на всю глубину и такого оттенка не имеет.
Готовый ростбиф нарезают поперёк волокон тонкими ломтиками.

## Гарниры
С ростбифом не принято подавать гарнир в традиционном его понимании. В качестве сопутствующих добавок используют образовавшуюся в процессе приготовления жидкость, а также различные соусы и лёгкие закуски.
На стол ростбиф подаётся как горячим, так и холодным. В Англии, на родине этого блюда, традиционно принято подавать к холодному ростбифу зелёный горошек, а также горчицу и хрен.
Можно ограничиться кусочком «зелёного масла» (смесь сливочного масла с мелко нарубленной зеленью, приправленной солью и лимонным соком).
Иногда к ростбифу подают крупно нарезанный лук.
В качестве распространённых гарниров можно назвать отварную капусту (подаётся с луком), картофель фри или пюре, овощные смеси, салаты или йоркширский пудинг.

## В художественной литературе
- Пушкин, Александр Сергеевич, «Евгений Онегин»:

Вошёл: и пробка в потолок,
Вина кометы брызнул ток;
Пред ним roast-beef окровавленный,
И трюфли, роскошь юных лет…— Евгений Онегин, глава перваяПолный текст произведения
- Куприн, Александр Иванович, «Гранатовый браслет»:

 — Будет сестра Васи и, кажется, профессор Спешников. Я вчера, Анненька, просто голову потеряла. Ты знаешь, что они оба любят покушать — и дедушка и профессор. Но ни здесь, ни в городе — ничего не достанешь ни за какие деньги. Лука отыскал где-то перепелов — заказал знакомому охотнику — и что-то мудрит над ними. Ростбиф достали сравнительно недурной, — увы! — неизбежный ростбиф. Очень хорошие раки.

 — Ну что ж, не так уж дурно. Ты не тревожься. Впрочем, между нами, у тебя у самой есть слабость вкусно поесть.— Гранатовый браслет, глава 3Полный текст произведения
- Маяковский, Владимир Владимирович, «Гимн обеду»:

Если ударами ядр

тысячи Реймсов разбить удалось бы —

по-прежнему будут ножки у пулярд,

и дышать по-прежнему будет ростбиф!

— Гимн обедуПолный текст произведения